# Bellendena
- Commons
- Wikispecies

Bellendena é um género botânico pertencente à família Proteaceae.